# Gheorghe Lazăr (Ialomița)
Gheorghe Lazăr es una comuna ubicada en el distrito de Ialomița, Rumania.

## Superficie
Cuenta con una superficie de 50,42 kilómetros cuadrados.

## Demografía
Hasta 2021 la población era de 2092 habitantes, con una densidad de población de 41,49 habitantes por kilómetro cuadrado.